# Cathia Uwamahoro
Cathia Uwamahoro (Gisozi, 5 d'agost del 1993) és una jugadora de criquet ruandesa, coneguda per trencar un Rècord Guinness el 2017 en ser la dona que va jugar més temps ininterrompudament una partida de criquet.

## Biografia
Cathia va nàixer al sector Gisozi, situat al districte de Gasabo, a la ciutat de Kigali, com a única filla dels seus pares, el senyor Corneille Rudahinyuka, que va morir al genocidi de 1994 contra els tutsis i la senyora Thacienne Umulisa que va sobreviure amb ella.
Va estudiar a primària a l'escola Gasave del sector Gisozi, i a l'escola primària Kivugiza del sector Nyamirambo. Posteriorment anà a l’ESA Gikondo i més tard es va unir a IPR-Nyandungu, on va estudiar informàtica. Uwamahoro es va matricular a la Universitat de Kigali per obtenir una llicenciatura en Tecnologia de la Informació.
Va començar a jugar a criquet el 2008 als 15 anys. Al cap d’uns mesos, va ser seleccionada per a l'equip nacional de cricket femení sub19 per al torneig ICC Africa Women's T-20 que va tenir lloc a Nairobi, Kenya. El 2009, la seua actuació a Kenya i la formació contínua van ajudar-la a ser seleccionada per a la selecció nacional sub19 que representava a Rwanda al Campionat femení ICC que es va celebrar a Dar es Salaam a Tanzània el 2009.